# C'est une belle journée
Singles de Mylène Farmer
Les mots
(2001) Pardonne-moi
(2002)
C'est une belle journée est une chanson de Mylène Farmer, sortie en single le 16 avril 2002 en tant que deuxième extrait de la compilation Les mots.
Sur une musique enjouée composée par Laurent Boutonnat, Mylène Farmer écrit un texte d'apparence joyeuse, mais qui se révèle en fait être une chanson sur le suicide. 
Le clip, réalisé à partir de dessins créés par la chanteuse, est signé Benoît Di Sabatino (qui deviendra son compagnon par la suite).
La chanson connaît un grand succès, atteignant la 5e place du Top 50. Certifiée disque d'or, elle permet au Best of Les mots d'atteindre le million d'exemplaires vendus, devenant ainsi la meilleure vente de compilations de l'année 2002.

Mylène Farmer est alors élue « Artiste féminine de l'année » aux NRJ Music Awards, pour la quatrième année consécutive.

## Contexte et écriture
Sorti en novembre 2001, le premier Best of de Mylène Farmer, Les mots, bat tous les records de vente.
Devenue en un seul mois la meilleure vente de l'année 2001, cette compilation continue de dominer les classements en ce début d'année 2002, portée par l'énorme succès du titre Les mots en duo avec Seal, écoulé à plus de 600 000 exemplaires.

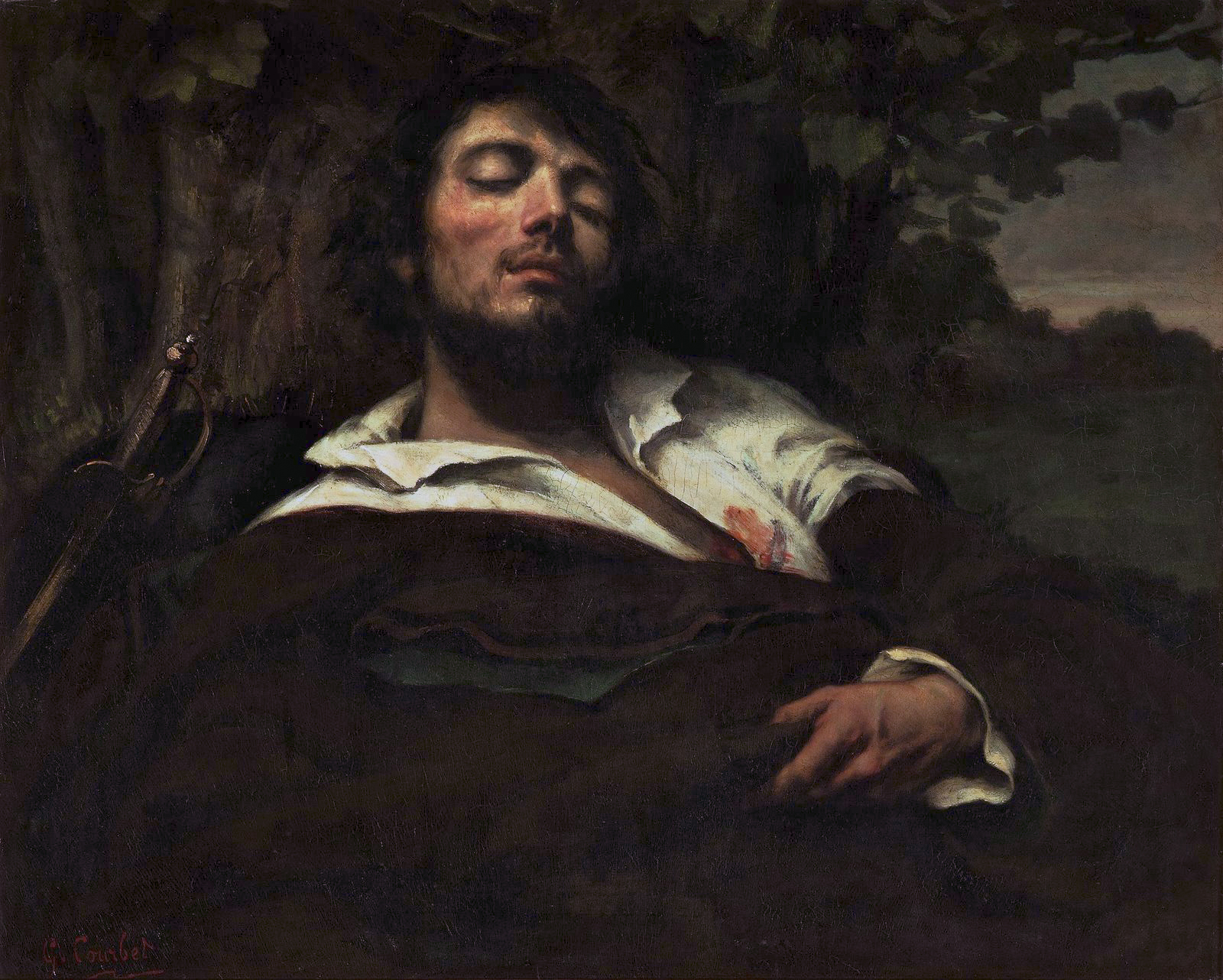
L'homme blessé de Gustave Courbet, représentant Le Dormeur du val d'Arthur Rimbaud.

Deux autres inédits figurent dans ce Best of, dont C'est une belle journée qui est alors choisi comme deuxième single.
Sur une rythmique pop composée par Laurent Boutonnat, dont la légèreté peut rappeler certains titres d'Alizée, Mylène Farmer écrit un texte d'apparence joyeuse, mais qui se révèle en fait être une chanson sur le suicide (« Je vais me coucher, mordre l'éternité à dents pleines », « Voir des anges à mes pieds », « M'faire la belle »).

Elle avouera s'être auto-censurée, la phrase initiale « C’est une belle journée, je vais me tuer » ayant été remplacée par « C’est une belle journée, je vais me coucher », afin que la chanson ne soit pas prise pour un appel au suicide par des personnes fragiles.
L'influence d'Emily Dickinson et de Pierre Reverdy se fait à nouveau ressentir dans ce texte, tandis que certains voient également une référence au poème Le Dormeur du val d'Arthur Rimbaud, dans les couplets « Allongé, le corps est mort, pour des milliers c'est un homme qui dort ».

## Sortie et accueil critique
Le single sort le 16 avril 2002, avec une pochette présentant une photo de Mylène Farmer souriante, signée Ellen von Unwerth.

### Critiques
- « Ce nouveau single est fort réussi, tant sur la plan musical qu'au niveau des paroles. » (Star Club)[6]
- « Un titre guilleret et dépressif à la fois, qui aurait fait un excellent single pour Alizée. » (Platine magazine)[7]
- « Un hit en puissance. » (Tribu Move)[8]
- « Sur une mélodie entraînante qu'Alizée aurait pu interpréter sans problème, la chanteuse aborde en finesse un thème néanmoins délicat et douloureux, le suicide. »[9]
- « La rengaine musicale de Boutonnat se révèle une fois encore imparable. »[10]

## Vidéo-clip
Réalisé par Benoît Di Sabatino (qui deviendra le compagnon de la chanteuse), le clip est un dessin animé composé de dessins créés par Mylène Farmer elle-même.
Rappelant les dessins qui figuraient sur les pochettes de Dessine-moi un mouton et sur la couverture du livre Où es-tu ? de Marc Lévy que Mylène Farmer avait illustrées, le clip se termine par la mention « à suivre ». L'année suivante, la chanteuse fera en effet revivre le petit personnage du clip en publiant un conte illustré pour adultes, Lisa-Loup et le Conteur.

### Synopsis

Le ballon rouge symbolise la part d'enfance.

Dans un style minimaliste et sur un fond clair, le clip présente une femme rousse dont la vie est teintée de mélancolie.

Entourée d'un mouton espiègle qui représente la joie de vivre, elle n'arrive pas à s'extirper de son ennui et de ses idées noires, si bien que le mouton lui-même commence à déprimer.
Il faudra que le mouton se multiplie pour qu'elle finisse enfin par sourire. Regardant dans un miroir, elle se met alors à replonger dans sa part d'enfance et d'innocence. Traversant le miroir, elle voit son jeune double insouciant en train de s’amuser, de danser, avant que celui-ci ne commence à s'envoler en tenant un ballon rouge.
Récupérant le ballon comme pour retenir cette part d'insouciance, elle l'accroche à un arbre qui semble mort, lui redonnant ainsi un aspect vivant.

Le soir venu, couchée dans son lit, la femme et l'enfant ne forment plus qu'un seul être joyeux, rejoint par le mouton espiègle, avant que la mention « à suivre » ne marque la fin de cette « belle journée ».

### Sortie et accueil
Le clip est diffusé à la télévision à partir de la mi-avril 2002 et fera partie des clips les plus diffusés de l'année.
- « Un clip original et à double sens. »[11]
- « Un petit OVNI dans l’œuvre vidéographique de la chanteuse. »[12]
- « Un scénario sur la même base "exupérienne" que Dessine-moi un mouton. En voyant ceci, difficile de ne pas souhaiter une collaboration avec un réalisateur nippon. » (AnimeLand)[13]

## Promotion
Mylène Farmer interprète C'est une belle journée pour la première fois à la télévision le 27 avril 2002 pour le Hit Machine sur M6, effectuant une chorégraphie enfantine entourée de danseurs, sur laquelle elle porte un bob violet.
Elle chantera le titre une autre fois à la télévision le 19 mai 2002, pour l'émission caritative Zidane ELA sur France 2.

## Classements hebdomadaires
Dès sa sortie, le titre atteint la 5e place du Top Singles, dans lequel il reste classé durant 25 semaines (dont 19 semaines dans le Top 50).
Certifié disque d'or en France, où il s'est écoulé à plus de 250 000 exemplaires, C'est une belle journée permet au Best of Les mots d'atteindre le million d'exemplaires vendus au début de l'été et de se maintenir durant de longs mois. 
C'est ainsi que, après avoir été la meilleure vente de compilations de l'année 2001 (en seulement un mois), Les mots est également la meilleure vente de l'année 2002.
Mylène Farmer sera alors élue « Artiste féminine de l'année » aux NRJ Music Awards, pour la quatrième année consécutive.
| Classement (2002)          | Meilleure position |
| -------------------------- | ------------------ |
| Belgique - Wallonie        | 11                 |
| Europe                     | 22                 |
| France (Ventes)            | 5                  |
| France (Radios nationales) | 8                  |
| France (Radios locales)    | 1                  |
| France (TV)                | 5                  |
| France (Clubs)             | 43                 |

## Liste des supports
| 1. | C'est une belle journée                | 4:10 |
| 2. | C'est une belle journée (instrumental) | 4:15 |

| 1. | C'est une belle journée                                                    | 4:10 |
| 2. | C'est une belle journée (Elegie's Remix Club, par Blue Planet Corporation) | 7:10 |
| 3. | C'est une belle journée (Such a Beautiful Day's Remix, par Star City)      | 8:05 |
| 4. | C'est une belle journée (What a Souci's Remix, par Tom Novy)               | 4:10 |

| A. | C'est une belle journée (Elegie's Remix Club, par Blue Planet Corporation) | 7:10 |
| B. | C'est une belle journée (Bed and Belle Remix, par Star City)               | 6:07 |

## Crédits
- Paroles : Mylène Farmer
- Musique : Laurent Boutonnat
- Programmation, claviers et arrangements : Laurent Boutonnat
- Guitare : Slim Pezin
- Basse : Michel Alibo
- Batterie : Abraham Laboriel Junior et Karim Ziad
- Mixage : Bertrand Châtenet
- Prise de son : Bertrand Châtenet, Jérôme Devoise et Rik Pekkonen[25]

## Interprétations en concert
C'est une belle journée est interprétée pour la première fois en concert lors du spectacle Avant que l'ombre... À Bercy en 2006.
Entourée de huit danseuses, Mylène Farmer reproduit la chorégraphie créée lors des passages télévisés.
Absente du Tour 2009, la chanson est de nouveau interprétée lors de la tournée Timeless 2013, où la chanteuse est accompagnée de six danseurs et de robots reproduisant la chorégraphie. 
Elle est interprétée également lors de la tournée des stades Nevermore 2023/2024, entourée de danseurs.

## Albums et vidéos incluant le titre

### Albums de Mylène Farmer
| Année | Album                        | Version          | Durée | Certifications de l'album  |
| 2001  | Les mots                     | Version Album    | 4:15  | Diamant · 2 × Platine · Or |
| 2003  | RemixeS                      | Devil Head Remix | 5:10  | Or                         |
| 2006  | Avant que l'ombre... À Bercy | Live 2006        | 8:21  | Or                         |
| 2013  | Timeless 2013                | Live 2013        | 6:17  | Platine · Or               |
| 2020  | Histoires de                 | Version Album    | 4:15  | Platine                    |
| 2024  | Remix XL                     | The Hacker Remix | 6:35  |                            |
| 2024  | Nevermore                    | Live 2023        | 4:55  | Platine                    |

### Vidéos de Mylène Farmer
| Année | Vidéo                             | Version    | Durée | Certifications de la vidéo |
| 2006  | Music Videos IV                   | Vidéo-clip | 4:15  | -                          |
| 2006  | Avant que l'ombre... À Bercy      | Live 2006  | 9:14  | Diamant                    |
| 2014  | Timeless 2013                     | Live 2013  | 6:17  | Diamant                    |
| 2021  | Les clips - L'intégrale 1999-2020 | Vidéo-clip | 4:15  | -                          |
| 2024  | Nevermore                         | Live 2023  | 4:57  | Diamant                    |

## Reprises
La chanson a notamment été reprise par Les Enfoirés en 2003 pour leur spectacle La Foire aux Enfoirés, ainsi que par le chanteur russe Prokhor Shalyapin et la chanteuse française Emma Psyché.